# سیمای اقتصاد ما (مجموعه تلویزیونی)
سیمای اقتصاد ما یک مجموعه تلویزیونی محصول سال ۱۳۶۶ به کارگردانی محمدرضا پاسدار،  می‌باشد که از شبکه یک پخش شد.
این برنامه اقتصادی ترکیبی از نقد، تحلیل و آیتم نمایش‌های طنز بود. دلیل محبوبیت برنامه در میان مخاطبان تلویزیون آن بود که هر کس به نوعی مسائل و مشکلات اقتصادی خود را در آن می‌دید.
اجرای این برنامه اقتصادی را احمد مندوب هاشمی به عهده داشت که در میان مردم با نام «آقای اقتصادی» معروف بود. این برنامه با تلفیق آیتم‌های نمایشی و بخش‌های کارشناسی به اقتصاد خانواده می‌پرداخت. در آیتم‌های نمایشی ناصر لقائی، محمد شیری، عباس محبوب، شاپور شهیدی و نیاز سلیمی به ایفای نقش‌های مختلف می‌پرداختند.